# Museu Arqueològic Municipal Camil Visedo Moltó
El Museu Arqueològic Municipal Camil Visedo d'Alcoi (l'Alcoià, País Valencià) és un centre expositiu dedicat a la investigació i divulgació dels vestigis arqueològics trobats a la ciutat d'Alcoi i rodalia. Està situat en l'antiga Casa de la Vila de la ciutat (seu de l'ajuntament fins al 1835), construcció renaixentista del segle xvi.

## L'edifici
L'edifici que allotja el museu es construí l'any 1572, dissenyat per José Terol, com a seu de la Casa de la Vila. Ocupà aquesta funció fins a l'any 1845, quan passà a distints usos, com ara escoles, fins que en l'any 1945 s'hi instal·là el museu.
Té una planta en forma de "L" a conseqüència de la unió de dos cossos en angle recte. La part més antiga, a l'esquerra, té una façana massissa amb carreus de pedra, on s'obri la portada d'arc de mig punt. Aquesta part en seria anterior a l'altra, i té elements gòtics.
La part part més allargada, la construïda el 1572, és d'estil renaixentista. Conté un pòrtic obert (llotja amb funció d'espai públic) a la plaça amb cinc arcs de mig punt sobre columnes d'ordre toscà i un segon pis amb finestres d'embocadura classicista, amb allargades pilastres dòriques. En la unió dels dos cossos, se situa l'escala que dona accés a les sales superiors.

## El museu

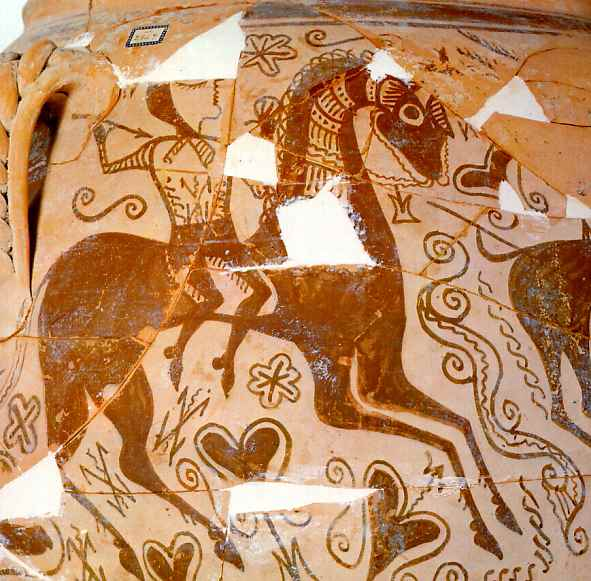
Vas dels guerrers, procedent del jaciment de la Serreta i custodiat al museu

L'origen del museu està en la col·lecció arqueològica reunida per Camil Visedo, i es creà aquest museu en allotjar-se en aquest espai, inaugurat el 18 de juliol del 1945, amb el nom de Museu d'Art i Biblioteca Pública. Posteriorment, el 1958, canviaria el nom a l'actual, Museu Arqueològic Municipal Camil Visedo i Moltó, en memòria del seu creador.
En temps recents, l'edifici seu del museu ha estat restaurat i reorganitzat, i també ampliat, en els anys 1985-1990. A la planta baixa, hi ha una sala d'exposicions de caràcter no permanent (de 90 m2), destinada a mostrar altres col·leccions que estan custodiades als magatzems, i a presentar les investigacions que es duen a terme al museu.
L'actual exposició permanent ocupa una superfície de 192 m2 i presenta una selecció de materials arqueològics ordenats temàticament i cronològica. A banda de l'espai expositiu, el museu disposa d'una biblioteca especialitzada, i d'altres espais existents per al correcte funcionament d'un museu (magatzem, laboratori de restauració, gabinet de dibuix i àrea d'administració).
Els fons del museu abasten períodes com el Paleolític superior, el Neolític, l'edat del bronze, l'època ibèrica, la romana o andalusina. S'exposen els materials procedents de diferents jaciments, especialment el de la Serreta, d'on prové el plom amb inscripcions ibèriques, entre d'altres.
A més de les col·leccions d'arqueologia, el museu té seccions dedicades a la paleontologia, a la fotografia (centrada en la ciutat d'Alcoi) i de ceràmica (taulelleria tradicional valenciana dels segles XVIII al XX).